# Weser-Skywalk

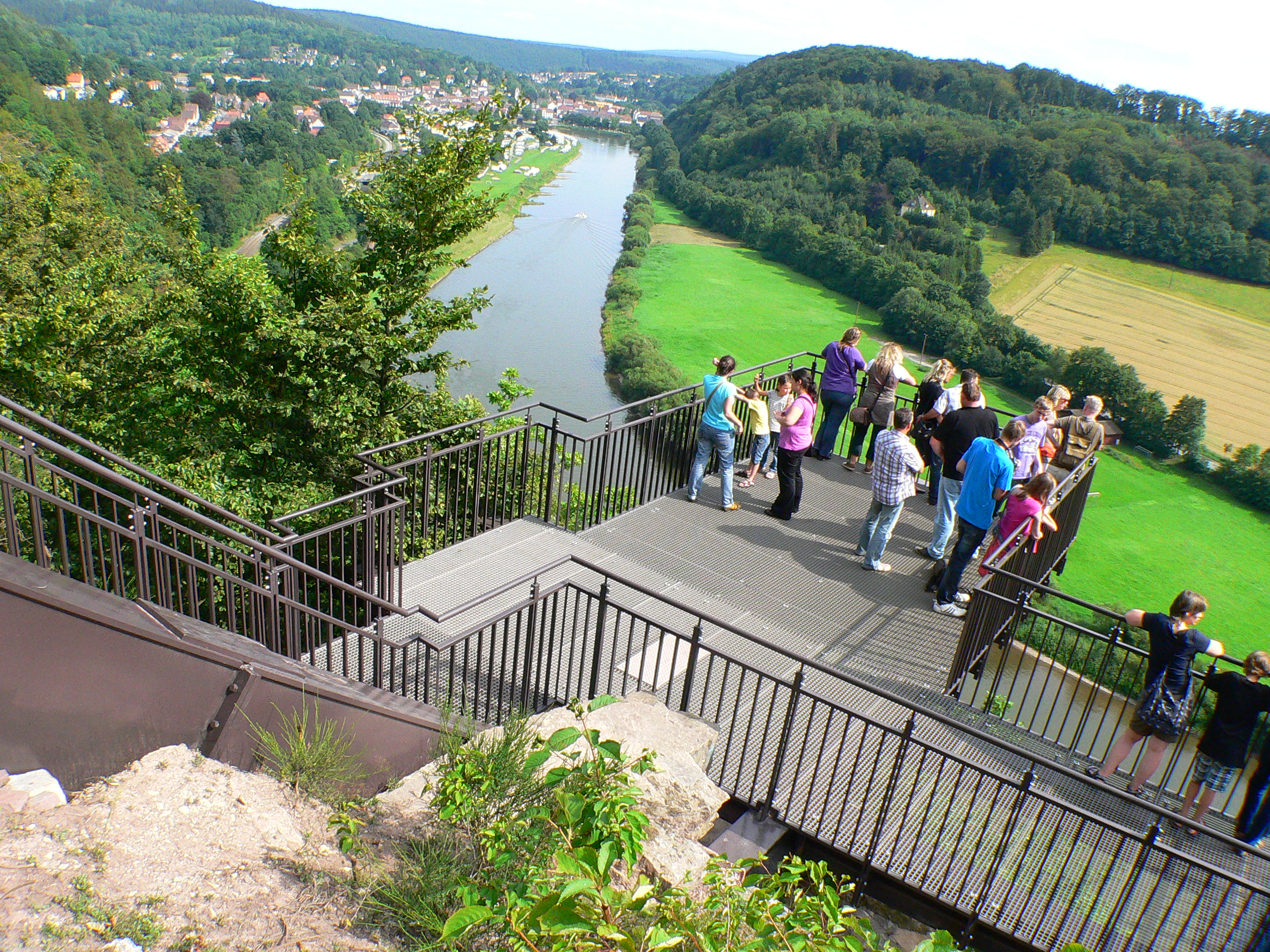
Blick auf den „Weser-Skywalk“ und die Weserschleife.

Der Weser-Skywalk ist eine im Jahr 2011 errichtete Aussichtsplattform aus verzinktem Stahl auf der östlichsten der sieben Hannoverschen Klippen (Wesersandstein), die sich nahe dem Dreiländereck Nordrhein-Westfalen–Niedersachsen–Hessen zwischen den Ortschaften Würgassen und Bad Karlshafen bis zu 80 m über der Weser erheben.

## Aussichtsmöglichkeit

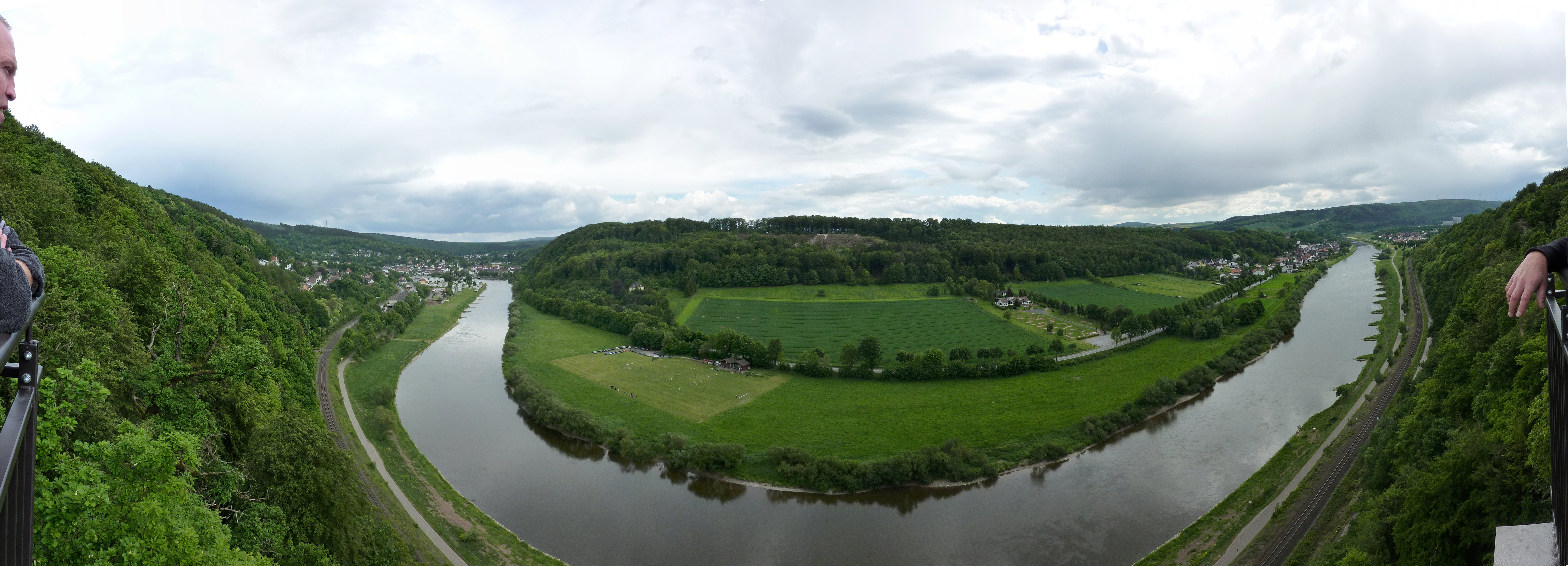
Aussicht vom Weser-Skywalk: stromaufwärts (nach links) nach Bad Karlshafen, abwärts (rechts) ist jenseits der Weser Herstelle mit seiner Abtei und diesseits Würgassen zu erkennen.

Die östlichste Klippe trug zuvor eine natürliche Aussichtskanzel, von der es unter anderem einen Blick auf den unmittelbar südöstlich auf der anderen Weserseite gelegenen Reinhardswald, das benachbarte Herstelle und nach Bad Karlshafen gibt. Der Skywalk, welcher jederzeit zugänglich ist, ragt gut 4 m über den Klippenrand hinaus. So erhält der Besucher eine noch bessere Sicht über das Obere Wesertal, die flussaufwärts bis Bad Karlshafen und talabwärts bis zur Weserbrücke am ehemaligen Kernkraftwerk Würgassen reicht. Am anderen Ufer ist außerdem Herstelle mit seiner Dorfkirche zu erkennen. Es führen verschiedene Routen von Bad Karlshafen (Klippenweg, anspruchsvoll) oder Würgassen (Holzweg, Lehrpfad zum Thema) hinauf. In Würgassen hatte die Sollingbahn eine Station, deren Gleis unterhalb der Klippen und parallel zur Weser verläuft. Nunmehr ist der Haltepunkt Bad Karlshafen für die Bahnanreise nächstliegend.
Eintritt wird nicht erhoben.

## Geschichte
Die im Kreis Höxter vorhandene außerordentlich vielfältige Natur und Landschaft sollte im Rahmen eines mit EU-, Landes- und Kreismitteln geförderten Projektes für Erholungssuchende erschlossen werden. Mit der Idee Errichtung eines Skywalks als regionaler Besonderheit sollten die Sandsteinfelsen der Hannoverschen Klippen in ihrer Einzigartigkeit hervorgehoben und erlebbar gemacht werden.
Die grundsätzliche Realisierbarkeit und Umsetzung eines derartigen Projektes war zu Beginn aus naturschutzfachlicher, aber auch aus bautechnischer Sicht als problematisch anzusehen. Neben der für den Naturhaushalt notwendigen Verträglichkeitsuntersuchung war daher zunächst schrittweise mit umfangreichen geologischen Gutachten die Felsbeschaffenheit für die mögliche statische Belastbarkeit zu prüfen.
Mit dem Machbarkeitsergebnis wurden der Öffentlichkeit die Planungen vorgestellt, die zunächst bei einem Teil der ortsansässigen Bevölkerung Widerspruch hervorriefen. Insbesondere waren es Naturschutzargumente, aber auch Kostenerwägungen, die von verschiedenen Gruppen über die Medien in die Diskussion gebracht wurden. Doch durch viel Überzeugungsarbeit und das konsequente Festhalten an dieser Idee durch den Altlandrat Hubertus Backhaus und seinen Amtsnachfolger Friedhelm Spieker sowie die Mehrheit der politischen Gremien auf Kreis- und Gemeindeebene wurde der Bau des Skywalks im Frühjahr 2010 beschlossen.
Die Vorarbeiten begannen im Oktober 2010 und die Plattformmontage, die für Dezember 2010 geplant war, im Februar 2011. Die Bauarbeiten endeten im März 2011. Die Einweihung und Freigabe für die Öffentlichkeit fand am 21. Mai 2011 statt.

## Gestaltung des Skywalks

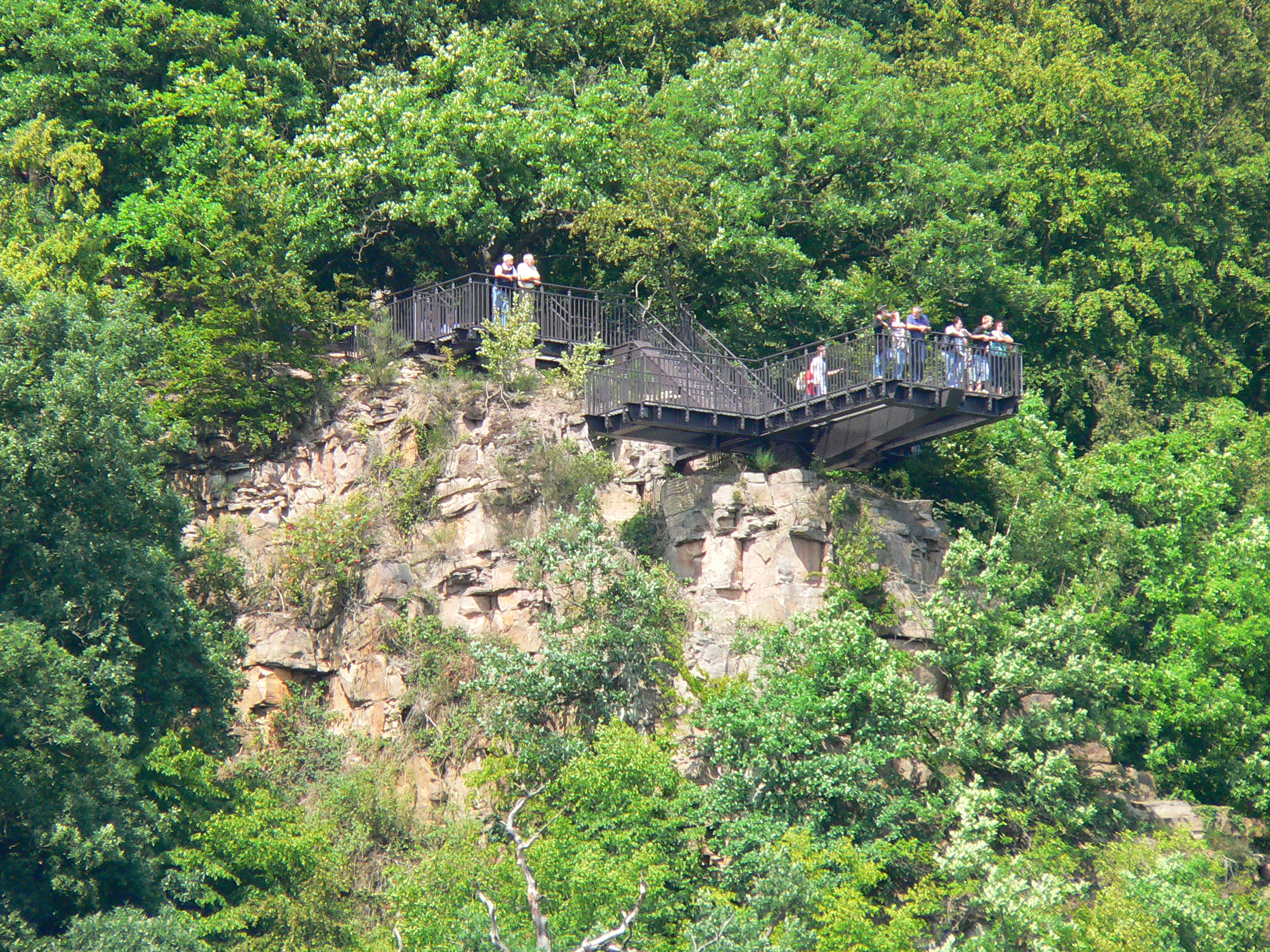
Blick vom gegenüberliegenden Weserufer zum „Weser-Skywalk“

Bei der Bauwerksplanung waren die geotechnisch felsmechanischen Gegebenheiten mit den hieraus resultierenden Empfehlungen und konstruktiven Vorgaben der eingeschalteten Geologen und Ingenieure zu berücksichtigen. Die Gründung der vor Ort mittels Schwerlastkränen montierten Skywalk-Stahlkonstruktion war daher mit einer Art Pfahlrostsystem vorzunehmen, das aus im Fels verpressten Zug- und Druckpfählen besteht.
Die Planung zur Bauwerksgestaltung, auch hinsichtlich der statischen Vorgaben des beauftragten Ingenieurbüros und der Notwendigkeit, das Bauwerk maßvoll in die Felslandschaft und Natur einzufügen, erfolgte durch den Kreis Höxter. Hierbei wurden die Entwürfe des damaligen Leiters der Planungs- und Landschaftsabteilung, Dipl.-Ing. Heinrich Kemper berücksichtigt. Er war auch Ideengeber des Projektes. Aufgrund der vorhandenen Felsformation wurde eine Konstruktion in zwei Ebenen gewählt. Beide Ebenen sind auf Gitterrosten als Bodenbelag montiert. Hierbei handelt es sich um verzinkte Stahlrahmenkonstruktionen, die auf einem, der Geländeform folgenden, geknickten Hauptträger montiert wurden.
Der Zugang zur tiefer liegenden Hauptplattform erfolgt von dem 5 m höher liegenden Gelände über Treppen zunächst zur oberen Ebene, die den ersten Überblick über das Wesertal bietet. Die untere Hauptplattform ist so gegliedert, dass mehreren Besuchern gleichzeitig freie Sicht in verschiedenen Richtungen des Wesertales ermöglicht wird.
Zur naturnahen Einbindung des Bauwerkes in die Landschaft wurde die Konstruktion mit einem graubraunen Anstrich versehen.

## Trivia
Die touristische Bedeutung wird auch durch einen Souvenir-Medaillen-Automaten unterstrichen. Es sind zudem am Geländer mehrere Liebesschlösser vorhanden, deren Schlüssel in die Richtung des Flusses geworfen worden sein dürften, dessen Entstehung selbst mit einem Kuss zu tun hat.